# Barathronus parfaiti
Barathronus parfaiti is een straalvinnige vissensoort uit de familie van naaldvissen (Aphyonidae). De wetenschappelijke naam van de soort is voor het eerst geldig gepubliceerd in 1888 door Vaillant.